# 마쓰마에 나가히로

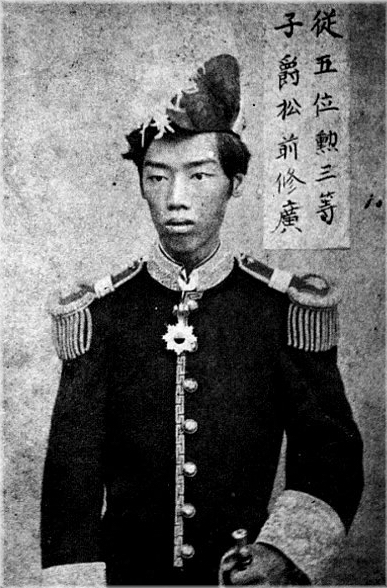
마쓰마에 나가히로

마쓰마에 나가히로(일본어: 松前修広, 1865년 11월 2일 ~ 1905년 3월 25일)는 마쓰마에번의 14대 마지막 번주이다. 초명은 가네히로(兼広)이다.
13대 번주 마쓰마에 노리히로(松前徳広)의 맏아들로, 에도 혼조 요코즈나 정(本所横網町)의 별저에서 태어났다. 1868년 음력 10월, 에노모토 다케아키의 구막부군의 침입으로 인해 아버지 노리히로와 함께 쓰가루까지 패주하다가 노리히로가 사망하면서 1869년, 14대 번주의 자리에 올랐다. 4월, 신정부군에 협력하여 번의 군사를 파견하고 후쿠야마 성을 탈환했다. 6월 24일, 판적봉환으로 번 지사가 되었고, 이때 번의 이름을 마쓰마에 번에서 다테 번(館藩)으로 바꾸었다. 8월 24일, 종5위에 서위되었다. 신정부로부터 보신 전쟁에서의 공을 인정받아 질록 2만 석을 받고, 3만 석의 번 지사가 되었다. 1871년 7월 8일, 가네히로에서 나가히로(修広)로 개명하였다. 그 해 7월 14일, 폐번치현으로 번 지사에서 면직되었으나, 화족으로서의 지위는 인정받아 자작이 되었다. 1905년, 41세의 나이로 사망하였다.
| 전임 마쓰마에 노리히로 | 제14대 마쓰마에 종가 당주 1869년 ~ 1905년 | 후임 마쓰마에 요시히로 |

| 전임 마쓰마에 노리히로 | 제14대 마쓰마에번 번주 1869년 ~ 1871년 | 후임 폐번치현 |